# 高田モンスター軍
高田モンスター軍（たかだモンスターぐん）は、DSEが主催するイベント「ハッスル」の中で、ハッスル軍と対抗する軍団のこと。

## 概説
元は2004年に始まったハッスル1における、高田延彦率いるハッスル高田軍に由来する。当時のメンバーは、PRIDEを主戦場にする戦士を中心に構成されていた。その後、ハッスルでの記者会見にて、小川直也がハッスル軍を名乗ったことを受けて、ハッスル高田軍は高田モンスター軍に名称変更し、高田が総統に就任した。当時は、高田延彦や島田裕二などが在籍し、現在と比べても組織の規模は小さいものであった。
高田モンスター軍は、突如プロレス界に現れた高田総統によって洗脳された者たちによって構成される。高田モンスター軍には高田アマゾネス軍という女性の軍団も含まれ、最大で約100名の大所帯となっていた。メンバーは、ギミックレスラーや覆面レスラー、大ベテランのプロレスラー、タレントなど様々。

## 設定
高田総統の「日本のプロレス界を根こそぎブチ壊す！」の宣言のもとに、東京都内の地下40メートルに存在するという秘密基地に各地の猛者達を集めて、モンスターに仕立て上げる。高田総統とPRIDE統括本部長の高田延彦とは別人で古くからの友人という設定。

### 儀式
モンスター軍には一種の「儀式」があり、入隊者はこの儀式を受けなければならないという掟がある。「儀式」とは高田総統に「ビターン」を注入されることであり、これを食らったら最後で、凶暴なモンスターに進化する。「ビターン」を受けると、攻撃力やスピード、凶暴さがアップする。

### 資金・通貨
高田モンスター軍の資金力は莫大で、一説には日本の国家予算並みと言われている。ハッスルやセレブ小川を買収できたのも莫大な資金があってこそである。モンスター軍の通貨単位は「モンスタードル」で、日本でいうところの中央銀行は「ビターン銀行」である。判明しているお札は1万モンスタードルが確認されており、お札には高田総統が描かれている。

## 所属人物

### モンスターの種族
- 司令長官

一般的にアン・ジョー指令長官が有名であるが、モンスター軍には司令長官が数多く存在しており、代表例としてシン・ジョー指令長官などが在籍する。
- 鬼蜘蛛

モンスター軍の技巧派として知られ、アクロバティックな技や蜘蛛の糸を駆使する。鬼蜘蛛のバリエーションは多く、赤、青、黄色、緑、エンジなどの色系や夏季限定の入道蜘蛛、赤福蜘蛛、携帯版ハッスルサイトのコラムで登場するバカ鬼蜘蛛やアホ鬼蜘蛛などの希少種も存在する。
- アルファベット系

モンスター℃やモンスターJなどがこれに属する。川田利明も属するものと思われるが、立場などが彼らと大きく異なることから、この項では取り扱わないものとする。ファイトスタイルはそれぞれ異なるが、アルファベットの掛け声とともに攻撃するのがこのグループの大きな特徴であり、パフォーマーの役割も担っている。
- カリ一族

インディアンの姿をしたモンスターが多いが、容姿とは裏腹にファイトスタイルは「冷酷・残虐・非情」である。橋本真也の肩を壊すために生まれてきたKATAKARIやレイザーラモンHGの腰を壊すために生まれてきたKOSHIKARIなどがこれに属する。
- 注入モンスター
  - FUJIN・RAIJIN

最強のDNAを注入して生まれたモンスターのコンビ。RAIJINボムとFUJINプレスのコンビネーションは、初登場した当時最強と称された。
- - レネ・ボナパルト

高田総統が「ナポレオンの魂」をレネ・デュプリーに注入した。甘いマスクと華麗なファイトスタイルから、若い女性の間では人気が高い。
- - ニセHG

HGのDNAを注入して生まれたモンスター。HGよりも体格は一回り大きく、新宿2丁目を思わせる佇まいや「魅惑の重低音ボイス」を響かせる。技もHGの得意技を駆使する。「ニセイセイセイ～」、「ニセイ～」、「ニセモノ、フォー」などが口癖。2009年になってからはモンスターHGを相方として共に行動している。
- クリスマス限定モンスター

原則クリスマスSPのみにしか登場しない激レアモンスターがこれにあたる。主なモンスターはサタン・ザ・サンタ、ア・トーナカイ、カ・トーナアイなど。
- 鬼怒川三人衆

川田利明が認める3人の刺客の総称。川田の出身地である栃木県の名所、鬼怒川温泉に由来している。3人とは、鬼蜘蛛(鬼)、モンスター℃(怒)、キヌガワン・ピラニアン・モンスター(川)のことを指す。